# Wereldkampioenschappen wielrennen 1950
De wereldkampioenschappen wielrennen 1950 werden op 19 en 20 augustus 1950 verreden in het Belgische Moorslede.

## Beroepsrenners
Het kampioenschap van de profs werd gereden op zondag 20 augustus 1950. De wedstrijd was 284 kilometer lang en was verdeeld over plaatselijke ronden en twee grote ronden, die de renners onder meer langs Ieper en over de Kemmelberg leidden. Er waren 40 deelnemers. 12 daarvan voltooiden de race, waaronder drie Nederlanders: Middelkamp (2e), Schulte (4e) en Van Est (9e). Toppers die de race niet uitreden waren o.a. Hugo Koblet, Rik Van Steenbergen en Gino Bartali. Briek Schotte ontsnapte naar het einde uit een kopgroep van acht man en werd voor de tweede maal wereldkampioen.

### Uitslag
| Plaats | Renner          | Land        | Tijd     |
| ------ | --------------- | ----------- | -------- |
| 1      | Briek Schotte   | België      | 7u49'54" |
| 2      | Theo Middelkamp | Nederland   | +1'01"   |
| 3      | Ferdi Kübler    | Zwitserland | +2'48"   |
| 4      | Gerrit Schulte  | Nederland   | z.t.     |
| 5      | Louison Bobet   | Frankrijk   | z.t.     |
| 6      | Albert Ramon    | België      | z.t.     |
| 7      | Stan Ockers     | België      | z.t.     |
| 8      | Émile Idée      | Frankrijk   | +4'16"   |
| 9      | Wim van Est     | Nederland   | +9'56"   |
| 10     | Willy Kemp      | Luxemburg   | z.t.     |
| 11     | Valère Ollivier | België      | z.t.     |
| 12     | Antonin Rolland | Frankrijk   | z.t.     |

## Amateurs
De amateurs reden hun kampioenschap over 175 km op zaterdag 19 augustus. Het werd in een groepsspurt gewonnen door de onbekende 23-jarige Australiër Jack Hoobin, die de allereerste Australische wereldkampioen op de weg werd.

### Uitslag
| Plaats | Renner         | Land      | Tijd     |
| ------ | -------------- | --------- | -------- |
| 1      | Jack Hoobin    | Australië | 4u29'24" |
| 2      | Robert Varnajo | Frankrijk | z.t.     |
| 3      | Alfo Ferrari   | Italië    | z.t.     |